# Henrik Dandolo
Henrik Dandolo (Enrico Dandolo; 1107. – 21. srpnja 1205.), mletački dužd.
U hrvatskoj povijesti ponajprije je poznat po tome što je zaslužan za križarsku pljačku Zadra. Naime, tada je grad Zadar bio snažno uporište i stvarao je česte probleme mletačkoj floti, tako da ga je dužd Dandolo htio opljačkati i osvojiti pod svaku cijenu. 
Idealnu priliku za to je vidio u trenutcima organiziranja IV. križarske bojne, kada križarska vojska nije imala sredstava organizirati pohod u Svetu zemlju. Uvidjevši njihovu situaciju dužd Dandolo im je ponudio prijevoz do Egipta u zamjenu za rušenje Zadra.
Križari su se isprva bunili rušenju kršćanskoga grada, tako da ih je u znak prosvjeda čak jedan manji dio samostalno otputovao u Palestinu, dok su neki čak otišli kućama.
Nažalost, križari nisu imali izbora, jer bi to značilo i odustajanje od bojne, tako da su su se uputili prema Zadru i osvojili ga.
Henrik Dandolo je spretnom diplomacijom i lukavim igrama (a u to vrijeme je bio jedan slijepi osamdesetogodišnji starac) došao do svog željenog cilja - bogatstava Zadra.